# Caldesia oligococca
Caldesia oligococca är en svaltingväxtart som först beskrevs av Ferdinand von Mueller, och fick sitt nu gällande namn av John Buchanan. Caldesia oligococca ingår i släktet Caldesia och familjen svaltingväxter. IUCN kategoriserar arten globalt som livskraftig.

## Underarter
Arten delas in i följande underarter:
- C. o. acanthocarpa
- C. o. echinata
- C. o. oligococca